# التنبيه والإشراف
التنبيه والأشراف هو أحد الكتب ألتي ألفها المؤرخ العباسي أبو الحسن المسعودي في القرن العاشر، ويعتبر مع كتاب مروج الذهب من أهم الكتب ألتي ألفها وتكلم فيها عن تاريخ العالم والأمم منذ نشوء العالم حسب أفكار ذلك الزمن إلى عصر الخلفاء العباسيين. كما تكلم أيضاً عن الفلك والكواكب وعن البحار. أشار إلى تاريخ عدة أقوام مثل الكلدان والفرس واليونانيون و القبط والروم والفرنجة. قام المستشرق الهولندي دي خويه بترجمته إلى الإنجليزية والهولندية.